# Armin Kolb

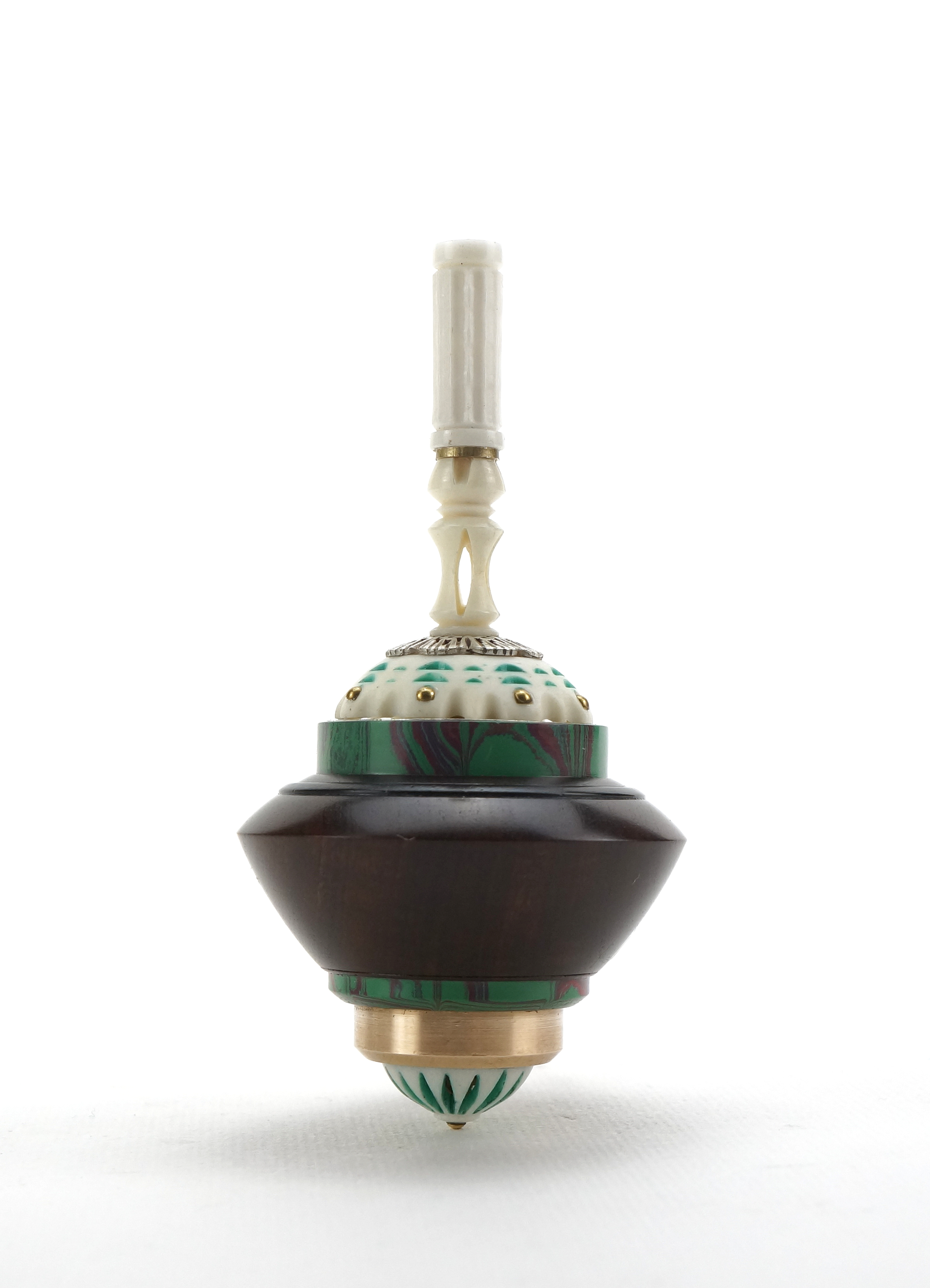
Einzelstück aus diversen Naturmaterialien, längs- und querpassig gedreht und gefräst

Armin Kolb (* 23. März 1958 im Ortsteil Hamberg von Neuhausen)  ist ein deutscher Kunsthandwerker und freischaffender Künstler, der hauptsächlich für seine aufwendig gedrechselten Kreisel bekannt ist. 

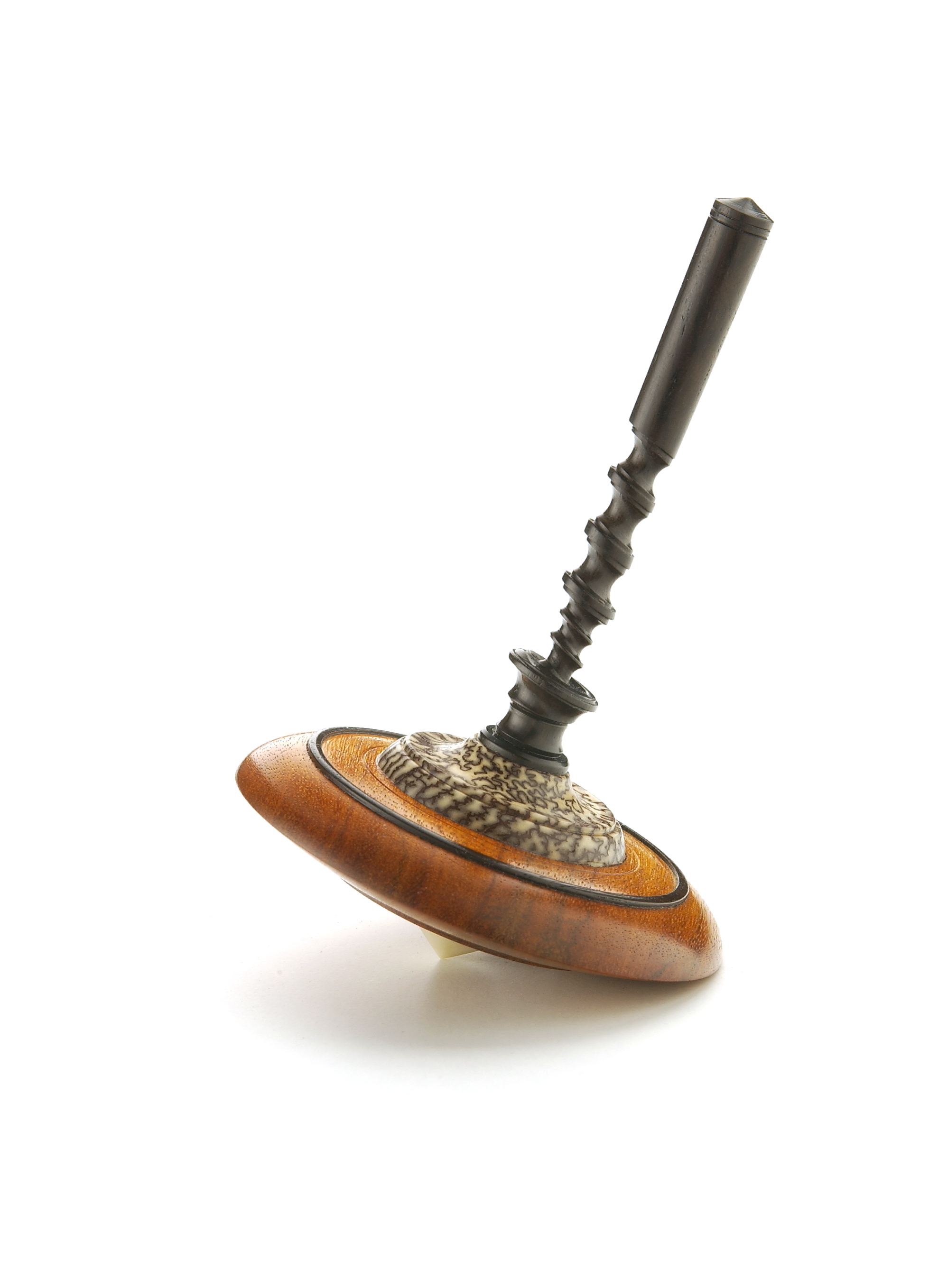
Handgedrechselter Kreisel von Armin Kolb mit längspassig gedrehtem Stiel

## Leben und Werk
Armin Kolb  wurde als Sohn eines Juwelengoldschmieds und einer Schmuckpoliteurin geboren. Bereits in der frühen Kindheit beschäftigte er sich mit dem Malen von Ölbildern und erhielt privaten Zeichen- und Malunterricht von H. Mürle, Goldschmiedemeister und Dozent an der Goldschmiedeschule in Pforzheim. Auf Wunsch seiner Eltern absolvierte er zunächst eine klassische Ausbildung als Großhandelskaufmann, die allerdings nicht seinen Fähigkeiten und Interessen entsprach. Nach ausgedehnten Reisen in Nordamerika, Indien und Südostasien traf er 1983 in North Queensland, Australien auf den Goldsucher Robert Highland, der ihm grundlegende Kenntnisse in der freien Holzbearbeitung und dem Schmieden vermittelte. Die Zusammenarbeit mit Highland dauerte zwei Jahre.
Zurück in Deutschland gründete er 1986 sein erstes Atelier im Münsterland, in welchem er handgedrechselte Objekte fertigte. Bereits zu diesem Zeitpunkt zeichnete sich seine Vorliebe für den Kreisel ab. Nach mehreren nationalen und internationalen Ausstellungen trat das gängige Drechslerrepertoire an Schalen, Dosen, Kugeln und Stiften in den Hintergrund und der Kreisel als Kunstobjekt wurde zum zentralen Thema seines Schaffens.
In seinen Arbeiten setzt er sich mit der Frage auseinander, mit welchen Form- und Materialkombinationen die Ästhetik eines Kreisels hervorgehoben werden kann, ohne diesem seiner ursprünglichen Funktion – der Rotation nämlich – zu berauben. Kennzeichnend für seine Kreisel ist die Verwendung von Rinderbein, Koralle oder Bernstein sowie diverser Edelhölzer wie beispielsweise Grenadill und Pink Ivory. Dabei experimentiert er mit unterschiedlichen Drechseltechniken wie der Versetztdreherei oder auch der Passigdreherei sowie dem Drechseln aufwendiger Profilierungen. Ergänzt werden seine Objekte durch filigrane Goldschmiede- und Einlegearbeiten.
Der Kreisel ist für Armin Kolb weit mehr als nur ein einfaches Kinderspielzeug. Er steht für ihn symbolisch für das Spielen als Selbstzweck und bildet auf diese Weise Ruhemomente in modernen Gesellschaften, in denen das Dogma zweckökonomischer Lebensentwürfe vorherrscht.

## Ausstellungen (Auswahl)
| 1979      | Erste Ausstellungen mit Ölbildern und Aquarellen in Pforzheim                                                            |
| 1983      | Kunsthandwerkermärkte in Surfers Paradise, Queensland                                                                    |
| 1995–1997 | Kreiselshows auf der LIGNA und der Kunst- und Handwerksform, Hannover                                                    |
| 1999–2001 | Koppel 66, Hamburg |
| 2002–2005 | Museum für Kunst und Gewerbe, Hamburg                                                                                    |
| 2003      | Grassimuseum Leipzig |
| 2008/2015 | Landesmuseum Württemberg, Stuttgart                                                                                      |
| 2011      | „Hochdosiert“, Handwerksmuseum Deggendorf                                                                                |
| 2012      | Badisches Landesmuseum, Karlsruhe                                                                                        |
| 2013      | „Künstlerisches Spielzeug“, Handwerksmuseum Deggendorf sowie "Design Shanghai 2013", Powerstation of Art, Shanghai/China |
| 2014      | „Turn around“, Handwerksform Hannover                                                                                    |
| 2015      | Auguste-Papendieck-Ausstellung, Focke-Museum Bremen                                                                      |
| 2017      | „Révélation 2017“, Grand Palais Paris                                                                                    |
| 2018      | „ICFF New York“, New York City                                                                                           |
| 2019      | „Vogue Salon“, Berlin Fashion Week Berlin                                                                                |

## Auszeichnungen
- 2000	Förderpreis Koppel 66
- 2002	Preis für das beste Einzelstück, Handwerkskammer Hamburg
- 2013 	Form 2013, Tendence Frankfurt